# 格鲁吉亚公民签证要求

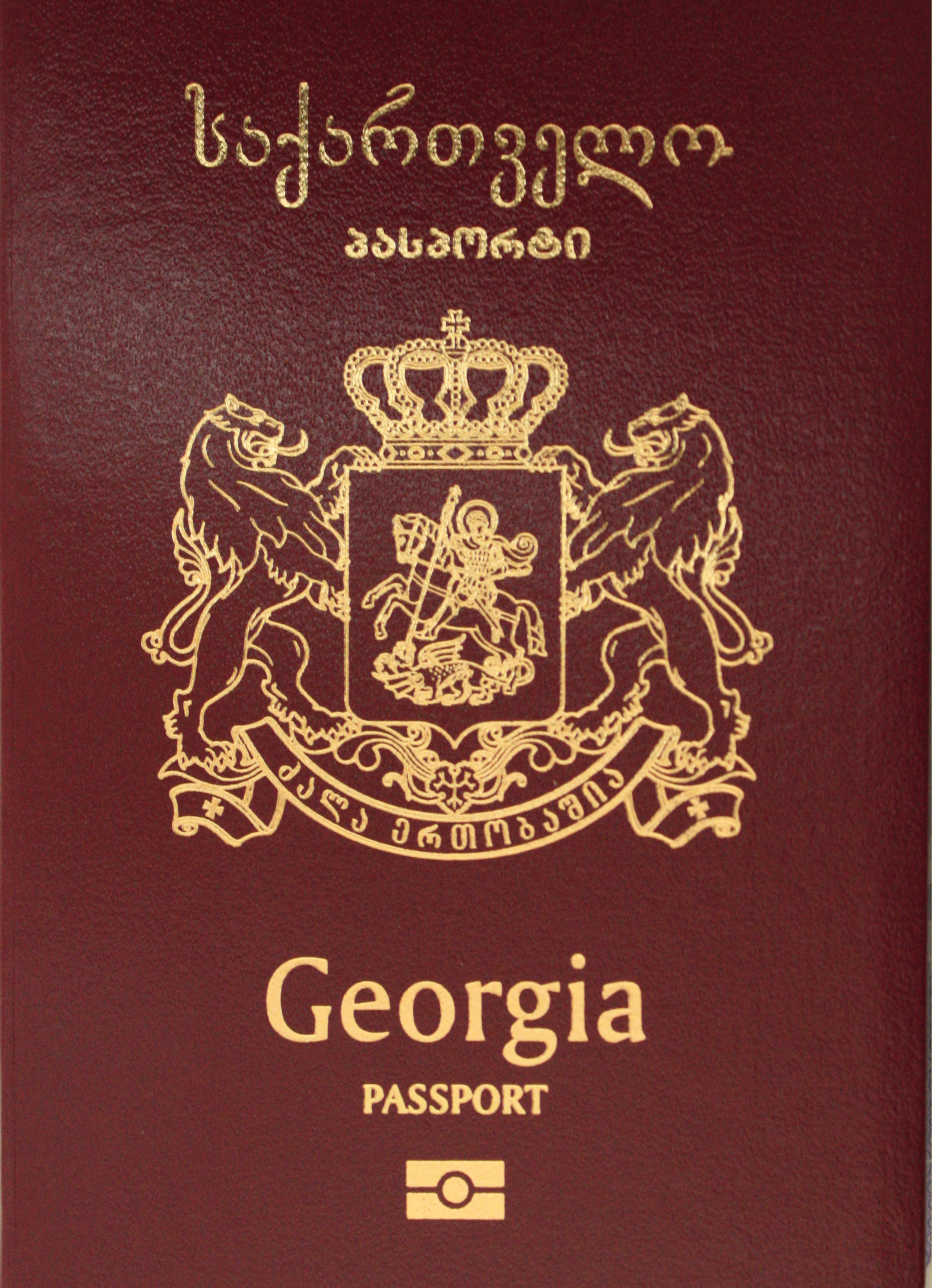
格鲁吉亚护照

格鲁吉亚公民签证要求是关于格鲁吉亚公民到其他国家旅行限制性的要求。许多国家给予格鲁吉亚公民免签政策。
截至2024年5月3日，格鲁吉亚公民可免签或落地签证进入122个国家和地区，根据亨利護照指數，格鲁吉亚护照在世界排名第50位。
欧洲议会和欧盟理事会已经批准了修改欧盟第539/2001号法规的立法法案。格鲁吉亚被列入免签国家名单附件二。该变更于2017年3月28日生效。

## 分佈地图

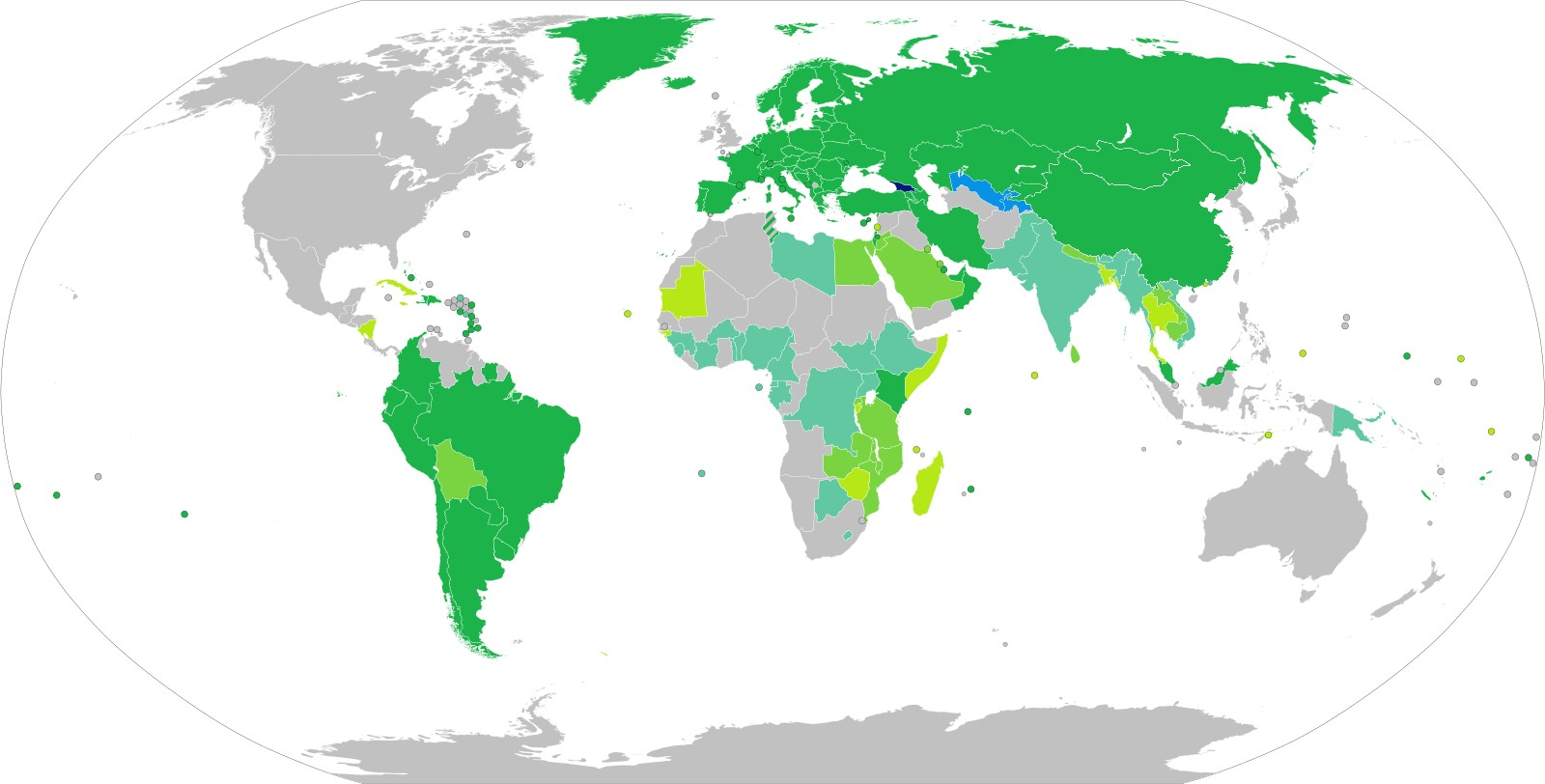
持有普通护照的格鲁吉亚公民的签证要求
格鲁吉亚
无限期
免签证
落地签证
电子签证
落地签证和电子签证
需要签证

## 欧洲
- 亞美尼亞 无需签证（无限期入境）[3]
- 无需签证90天（需要注册，限期3天）[4]
- 白俄羅斯 无需签证（需要注册，限期5天）[5]
- 科索沃 需要簽證[6]
- 北馬其頓 无需签证90天（持酒店確認券，或持加注“商务”的普通護照）[7]
- 摩尔多瓦 无需签证90天[8]
- 塞爾維亞 无需签证30天（持加注“商务”的普通護照，或持酒店確認券，其他情况需要签证）[9]
- 土耳其 无需签证3个月[10]
- 乌克兰 无需签证90天[11]

## 亚洲
- 落地签30天[12]
- 柬埔寨 落地签30天[13]
- 伊朗 无需签证45天[14]
- 伊拉克库尔德斯坦 落地签证（免费）[15]
- 约旦 落地签[16]
- 无需签证90天[17]
- 济州岛无需签证（30 天），大陆地区需要电子签证[18]
- 科威特 落地签3个月[19]
- 无需签证1年[20]
- 落地签30天[21]
- 黎巴嫩 落地签1个月[22]
- 澳門 落地签30天[23]
- 香港 无需签证30天
- 马来西亚 无需签证1个月[24]
- 馬爾地夫 落地签30天[25]
- 蒙古国 需要签证[26]
- 尼泊尔 落地签150天[27]
- 斯里蘭卡 落地签30天[28]
- 叙利亚 落地签15天[29]
- 无需签证（无限期）[30]
- 东帝汶 落地签证30天[31]
- 无需签证（无限期）[32]
- 中国 无需签证，单次停留不超过30日，每180日累计停留不超过90日[33]
- 越南 电子签证90天
- 新加坡 电子签证
- 印度尼西亞 电子签证

## 非洲
- 落地签30天，直到没有驻格鲁吉亚的外交代表[34]
- 落地签（EASE)，直到没有驻格鲁吉亚的外交代表[35]
- 落地签45天[36]
- 落地签90天[37]
- 埃及 落地签30天[38]
- 需要签证，直到没有驻格鲁吉亚的外交代表[39]
- 电子签证90天[40]
- 马达加斯加 落地签90天[41]
- 模里西斯 无需签证90天[42]
- 莫桑比克 落地签30天[43]
- 纳米比亚 需要签证[44]
- 卢旺达 落地签30天，直到没有驻格鲁吉亚的外交代表（需要提前网上申请）[45]
- 塞舌尔 电子签证90天[46]
- 坦桑尼亚 落地签[47]
- 多哥 落地签15天[48]
- 突尼西亞 需要签证[49]
- 乌干达 电子签证[50]
- 尚比亞 落地签90天 [51]

## 美洲
- 安地卡及巴布達 无需签证180天[52]
- 阿鲁巴 需要签证[53]
- 巴哈马 无需签证90天[54]
- 落地签90天[55]
- 玻利维亚 落地签90天[56]
- 多米尼克 无需签证21天[57]
- 无需签证90天[58]
- 格瑞那達 无需签证90天[59]
- 海地 无需签证90天[60]
- 牙买加 落地签30天[61]
- 尼加拉瓜 落地签30天[62]
- 巴拿马 需要签证[63]
- 圣卢西亚 无需签证42天[64]
- 无需签证90天[65]

## 大洋洲
- 庫克群島 落地签31天[66]
- 密克羅尼西亞聯邦 无需签证30天[67]
- 纽埃 需要签证[68]
- 帛琉 落地签30天[69]
- 萨摩亚 落地签90天[70]
- 落地签30天[71]

## 拒绝入境
- ：作为阿塞拜疆和亚美尼亚之间的纳戈尔诺-卡拉巴赫战争的结果，阿塞拜疆拒绝亚美尼亚裔的格鲁吉亚和其他任何国家护照持有者入境。而如果任何外国人的护照上存在曾经入境自己宣布独立的纳戈尔诺-卡拉巴赫共和国的痕迹，也会被阿塞拜疆严格拒绝入境，并被立即宣布为永久的不受欢迎人物。